# Nina Pressing
Nina Maria Helén Pressing, född 9 januari 1974 i Malmö, är en svensk musikalartist och låtskrivare.

## Biografi
Pressing växte upp i Malmö som dotter till konstnärerna Gunilla och Robert Pressing och gick sedan 4 års ålder i Malmö Stadsteaters Balettelevskola med medverkan i teaterns baletter. Hon turnerade också från 12 års ålder runt om i världen med Malmöflickorna och gjorde solistroller med Dansstudio No1 i Malmö. Hon var medlem i eurodancegruppen X:Tend 1994. Sin första större musikalroll fick hon i Andrew Lloyd-Webbers Joseph and the Amazing Technicolor Dreamcoat på Galateatern 1995. Därefter gjorde hon i drygt tre år bland annat en av de rullskridskoåkande huvudrollerna som Pearl i Lloyd-Webbers Starlight Express i tyska Bochum. 
Hon tackade nej till huvudrollen som Mimi i Jonathan Larsons Rent i London för att hösten 1999 i stället göra en av huvudrollerna som Lillemor i urpremiären av Mary Anderssons Dåliga mänskor på Malmö opera och musikteater, vilket blev hennes stora genombrott i Sverige. Därpå erbjöd Philip Zandén henne rollen som Mimi i hans uppsättning av Rent på Gladsaxe teater i Köpenhamn år 2000.
Åren 2002-2003 gjorde hon på Malmö Opera samt Göteborgsoperan 2004-2005 Gigi/Ellen i Miss Saigon.. 2005 gjorde hon Stephanie i Nine på Malmö Opera. På Göteborgsoperan spelade hon även Svetlana i Benny Anderssons och Björn Ulvaeus Chess 2012-13. På Kulturhuset Stadsteatern i Stockholm spelade hon 2014 i John Kanders Chicago.   I tyska Darmstadt gjorde hon titelrollen i Lloyd-Webbers Evita 2006.     
På Nöjesteatern i Malmö har hon spelat i My Fair Lady 1996, mot Måns Zelmerlöv som Sandy i publiksuccén Grease 2006-2007 – följd av en Sverigeturné 2007 – , Grizabella i en annorlunda uppsättning av Lloyd-Webbers Cats 2007 (prisbelönt med Guldmasken som bland annat "Årets bästa uppsättning"), Paulette i sverigepremiären av Legally Blonde 2011, Anita i West Side Story 2013 och Sivan i urpremiären av Sällskapsresan 2015.
Pressing har också dubbat film och skrivit egen musik inspelade av olika artister. Hon är gift med den danske sångaren och musikern Kaare Thøgersen och de har två barn.

## Priser och utmärkelser
- 2003 – Malmö Teatermuseums stipendium (första mottagaren någonsin)[11]
- 2003 – Malmö Stads kulturstipendium
- 2011 – Skånska Dagbladets kulturpris Guldpantern i samband med sin komiska roll i Legally Blonde.[12] (första mottagaren någonsin)

## Teater

### Roller
| År        | Roll                     | Produktion                                                                       | Regi                                                | Teater                                        |
| --------- | ------------------------ | -------------------------------------------------------------------------------- | --------------------------------------------------- | --------------------------------------------- |
| 1995      |                          | Joseph and the Amazing Technicolor Dreamcoat Andrew Lloyd-Webber, Tim Rice       |                                                     | Galateatern                                   |
| 1996      |                          | My Fair Lady Frederick Loewe, Alan Jay Lerner efter George Bernard Shaw          | Claes Sylwander                                     | Nöjesteatern                                  |
| 1996–1998 | Pearl (m fl)             | Starlight Express Andrew Lloyd Webber, Richard Stilgoe                           |                                                     | Starlight Express Theatre i Bochum, Tyskland  |
| 1999      | Lillemor                 | Dåliga mänskor Mary Andersson, Mikael Wiehe, Philip Zandén, Jan Mark, Jonas Jarl | Philip Zandén                                       | Malmö Opera                                   |
| 2000      | Mimi                     | Rent Jonathan Larson                                                             | Philip Zandén                                       | Gladsaxe teater, Danmark                      |
| 2002      | Stephanie                | Nine Maury Yeston                                                                | Vernon Mound                                        | Malmö musikteater                             |
| 2002–2005 | Gigi/ Ellen              | Miss Saigon Claude-Michel Schönberg och Alain Boublil                            | Vernon Mound                                        | Malmö Opera och Göteborgsoperan               |
| 2006      | Eva Peron                | Evita Andrew Lloyd-Webber, Tim Rice                                              | Vernon Mound                                        | Staatstheater Darmstadt i Darmstadt, Tyskland |
| 2006–2007 | Sandy                    | Grease Jim Jacobs och Warren Casey                                               | Eva Rydberg                                         | Nöjesteatern och riksturné                    |
| 2007      | Grizabella               | Cats Andrew Lloyd-Webber, T.S. Eliot                                             | Niklas Johansson (regi), Siân Playsted (koreografi) | Nöjesteatern                                  |
| 2011      | Paulette                 | Legally Blonde Heather Hach, Laurence O'Keefe och Nell Benjamin                  | Anders Albien                                       | Nöjesteatern                                  |
| 2012      | Svetlana                 | Chess Benny Andersson, Björn Ulvaeus och Tim Rice                                | Mira Bartov                                         | Göteborgsoperan                               |
| 2014      | Dra-åt-helvete-Kity/ Liz | Chicago John Kander, Fred Ebb, Bob Fosse                                         | Roine Söderlundh                                    | Kulturhuset Stadsteatern                      |
| 2015–2016 | Sivan                    | Sällskapsresan Bengt Palmers och Jakob Skarin                                    | Anders Albien                                       | Nöjesteatern och Chinateatern                 |
| 2018      | Fastrada                 | Pippin Stephen Schwartz och Roger O Hirson                                       | Ronny Danielsson                                    | Malmö Opera                                   |
| 2018–2019 | Lily                     | Annie Charles Strouse, Thomas Meehan, Martin Charnin                             | Eva Rydberg                                         | Nöjesteatern och Lorensbergsteatern           |
| 2019      | Babette                  | Skönheten och odjuret Alan Menken, Linda Wolverton, Howard Ashman, Tim Rice      | Linus Fellbom                                       | Malmö Opera                                   |
| 2021      | Ilona Ritter             | She loves me Joe Masteroff, Jerry Book och Sheldon Harnick                       | Roine Söderlundh                                    | Kulturhuset Spira                             |

## TV
- 2017 – Delhis vackraste händer (TV-serie)